# Justin Berry
Justin Knute Berry (Bakersfield, 24 de julio de 1986 - desaparecido en Ensenada, 21 de agosto de 2018) fue un estadounidense que comenzó desde los 13 años a operar websites de contenido pornográfico en donde él era el principal modelo en compañía de otros varones menores de edad. En 2005, a la edad de 18 años, cooperó para un documental realizado por el New York Times. Antes de que se hiciera dicha publicación, Berry recibió inmunidad legal a cambio de su cooperación en la captura de otros involucrados en su empresa. Después de que la historia salió a la luz pública, Berry fue llamado a testificar ante el Congreso de los Estados Unidos y desde entonces ha hecho numerosas apariciones en los medios de comunicación de su país y trabaja como conferencista sobre este tema. Trabajó en actividades relacionadas con la educación del público sobre la seguridad del Internet, especialmente en la protección de menores de edad de la pornografía y de abusadores.

## Eichenwald y elNew York Times
En junio de 2005 un reportero del New York Times, Kurt Eichenwald, descubrió a Berry por medio de un anunció que el muchacho puso en un foro de conversaciones de Yahoo para sus admiradores. Eichenwald contactó a Berry de manera anónima por medio del Internet y le dijo que era un compositor de música que escribía canciones por afición y le pidió que si se podían encontrar. Aunque el contacto anónimo preocupó a Berry de que éste pudiera ser un oficial de la policía, el muchacho aceptó el encuentro y dos mil dólares que Eichenwald le ofreció y la cita se dio para el 8 de junio de 2005.
Cuando se encontraron, Eichenwald se identificó como reportero y le explicó la verdadera razón de su interés por Berry. Aunque el muchacho continuó en el negocio de la pornografía en Internet después de esa primera cita, Eichenwald se ganó su confianza y entró en su mundo.
Eichenwald le solicitó demostraciones de su negocio en el Internet, a lo que Berry aceptó y que incluyó conversaciones con subscriptores. Después Berry reveló la identidad de los menores de edad que habían sido explotados por adultos, hecho que motivó a que Eichenwald le pidiera que suspendiera el negocio y le entregara toda la información de dichos menores y sus abusadores a las autoridades.
Eichenwald terminó su investigación y escribió el documental. El 19 de diciembre de 2005 publicó en el New York Times el reportaje "A través de su cámara web, un muchacho se encuentra con un escabroso mundo Internet" ("Through His Webcam, A Boy Joins A Sordid Online World") en donde centraliza la figura de Justin Berry como "blanco" de los pedófilos del Internet."

## Entrevistas y testimonio ante el Congreso
Berry apareció con Eichenwald el 15 de febrero de 2006 en el programa de Oprah Winfrey para discutir la historia.
El 4 de abril de 2006 Justin Berry apareció ante el subcomité de supervisión e investigación de la Cámara de Comercio y Energía de los Estados Unidos para dar testimonio sobre la explotación sexual de niños en Internet y lo que padres, menores y congresistas deben saber acerca de los abusadores infantiles. En su testimonio Berry dijo que su experiencia no era tan aislada como se quisiera y dio detalles al respecto. Dijo además que sentía frustración de que no se hubiera hecho lo suficiente para llevar a la justicia a todos los que abusaron de él.
Los miembros del comité dijeron que su testimonio motivó nuevos esfuerzos para fortalecer leyes en contra de productores y compradores de pornografía infantil. También admiraron su valentía en seguir adelante. Uno de los congresistas sugirió incluso que una nueva legislación que surgiera de estos nuevos esfuerzos en combatir la pornografía infantil en el Internet, debía llevar el nombre de "Actas de Justin Berry".

### Kenneth Gourlay
Berry atestiguó que en 2001, cuando tenía 15 años, un hombre de Míchigan, Ken Gourlay, que entonces tenía 23 años, le pidió trabajar para su compañía, "Chain Communications" y lo animó a participar en el Campamento CANE, un campamento para programadores que tendría lugar en el verano de 2002 en la Universidad de Míchigan en Ann Arbor. En su testimonio, Berry dijo que Gourlay lo acosó sexualmente cuando estaba a sólo dos meses de cumplir los 16 años (la edad de consentimiento), cuando asistió al campamento.
El acoso sexual cambió a Berry, según su testimonio:

"Con la ayuda de mi familia y mi psicólogo, entiendo ahora que el acoso de Ken fue un punto que me estaba enviando al camino de mi propia destrucción. Después Ken me pidió excusas y me prometió que no iba a suceder de nuevo. Pero lo hizo de nuevo".

Berry y Gourlay continuaron su amistad, incluso después de que Berry fue a México a donde Gourlay lo visitó una vez. Su amistad fue confirmada por una entrada en el blog de Gourlay en donde se refiere a una conversación con Berry en el Internet y una reunión planeada con él. Gourlay fue condenado por una corte estatal por sus numerosas relaciones sexuales con Berry y otro adolescente menor de 16 años y fue sentenciado a entre 10 y 15 años de prisión.

## Apariciones en los medios y otras referencias
Berry, Eichenwald y Gourlay aparecieron en C-Span dando testimonio ante el subcomité de supervisión e investigación del Congreso de los Estados Unidos.  Berry y Eichenwald fueron entrevistados por Larry King el 4 de abril de 2006.  También fueron entrevistados por Katie Couric para el programa matutino de NBC, Today.  Berry apareció en otro programa de Oprah Winfrey con Kurt Eichenwald y en CanadaAM de CTV.
El 9 de mayo de 2006 la serie de televisión "Law & Order: Special Victims Unit" de NBC puso al aire una historia similar a la de Berry.
El 25 de octubre de 2006 Berry y Eichenwald fueron entrevistados por Kathleen Brooks para el programa "The Darkness to Light Show: Breaking the Conspiracy of Silence".  En agosto de 2007, Berry apareció en la versión australiana de "60 minutos" en donde fue entrevistado acerca de los pedófilos del Internet.

## Actividades actuales
Desde 2006 Berry trabaja como conferencista y consejero sobre material relacionadas con la seguridad en el Internet. Suele dar conferencias a grupos relacionados con alcoholismo, drogas, abuso sexual, sistemas, temas de actualidad, educación y autoestima.
Ha participado en numerosos eventos:
- Conferencia sobre violencia internacional, abuso y trauma en la Universidad Alliant International de San Diego entre el 14 y el 19 de septiembre de 2006.[2]
- La II Conferencia anual de concientización acerca de la seguridad en el Internet tenida en Albany, Nueva York, el 4 de octubre de 2006.[2]
- Conferencia de prensa del 25 de abril de 2007 como parte de la semana conmemorativa para las víctimas de derechos tenida en Tallahassee, Florida.[14]
- Escuela Downey Christian de Florida.
- Conferencia para el cambio en Islandia.

En julio de 2007 Berry creó su propio sitio Internet para combatir la pornografía infantil y crear conciencia acerca de la seguridad en el Internet.

## Desaparición
Justin Berry fue visto por última vez en un casino de Ensenada el 21 de agosto de 2018. Al momento de su desaparición, era un drogadicto diagnosticado con bipolaridad y no tenía domicilio fijo. Fue declarado legalmente muerto por la corte superior del condado de Kern, en el estado estadounidense de California, el 13 de agosto de 2019.